# Cumstoun House

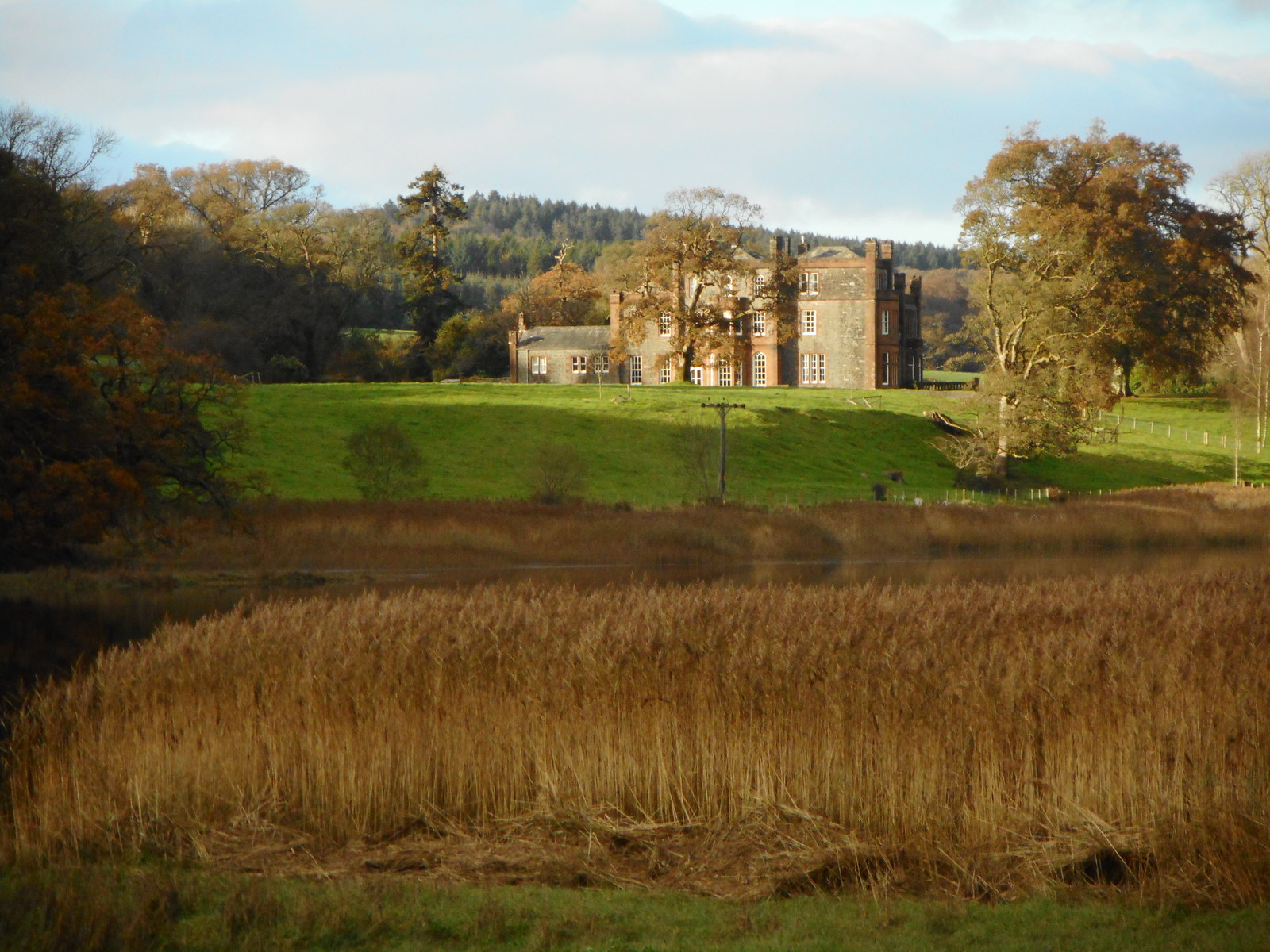
Cumstoun House

Cumstoun House, auch Compstone House, ist ein Herrenhaus nahe der schottischen Stadt Kirkcudbright in der Council Area Dumfries and Galloway. 1971 wurde das Bauwerk in die schottischen Denkmallisten in der höchsten Denkmalkategorie A aufgenommen. Des Weiteren sind das zugehörige Taubenhaus und die Gärten eigenständig als Kategorie-B-Denkmäler klassifiziert. Die North Lodge ist hingegen ein Denkmal der Kategorie C. Zusammengefasst bilden diese Bauwerke außerdem ein Denkmalensemble der Kategorie B.

## Cumstoun Castle
Spätestens seit dem 13. Jahrhundert bildeten die Ländereien von Cumstoun einen bedeutenden Teil der Baronie Twynholm. Die kleine Festung Cumstoun Castle wurde erstmals 1605 schriftlich erwähnt. Es wird davon ausgegangen, dass Mitglieder des Clan Kennedys sie im frühen 16. Jahrhundert erbauten. Cumstoun Castle ist rund 100 m südwestlich des heutigen Herrenhauses gelegen. Es ist nur noch in Fragmenten erhalten. Es dürfte sich um ein vierstöckiges Gebäude mit länglichem Grundriss gehandelt haben. Während die Nordostseite vollständig abgegangen ist, sind Fragmente der Südwestseite bis zu einer Höhe von 7,6 m erhalten. Die Ruine ist als Scheduled Monument klassifiziert.

## Beschreibung
Das tudorgotische Cumstoun House entstand zwischen 1827 und 1829 nach einem Entwurf des schottischen Architekten Thomas Hamilton. 1896 wurde es durch Peddie and Kinnear erweitert und modernisiert, wobei die ursprüngliche Symmetrie gebrochen wurde. Cumstoun House liegt nahe der Mündung des Tarff Water in den Dee. Das Mauerwerk des dreistöckigen Gebäudes besteht aus Naturstein, der zu einem Schichtenmauerwerk verbaut wurde. Öffnungen und Details sind mit roten Sandsteinquadern abgesetzt. Einzelne Fenster schließen mit Tudorbögen. Die Dächer sind mit Schiefer eingedeckt.

## Taubenhaus
Rund 200 m nordwestlich des Haupthauses befindet sich das Taubenhaus. Es wurde im mittleren 19. Jahrhundert zusammen mit den nebenliegenden Stallungen errichtet. Das Mauerwerk besteht aus Naturstein, wobei Öffnungen mit Granit ausgemauert sind. Das zweistöckige Bauwerk entstand möglicherweise durch Aufstockung. Ebenerdig ist eine Stallung eingerichtet. Es ist Rautenglas verbaut und die Fensterstöcke sind ornamentiert. Das abschließende Walmdach ist mit Schiefer eingedeckt, wobei am First Sandstein verwendet wurde.

## Gärten
Der Walled Garden stammt aus dem frühen 19. Jahrhundert. Rund 800 m nordöstlich des Herrenhauses nahe dem Tarff Water gelegen, fasst eine Bruchsteinmauer mit Sandsteinkappe das Areal ein. An der Westseite ist ein Cottage vorgelagert, dessen Rückwand teils mit der Umfriedungsmauer verschmilzt. Das Mauerwerk des ein- bis zweistöckigen Gebäudes besteht aus Naturstein. Wie auch am Haupthaus, sind Öffnungen mit rotem Sandstein ausgemauert. Teilweise schließen die Fenster mit Spitzbögen. Es sind kleinteilige Sprossenfenster eingesetzt. Ein mittig hervortretendes, geschwungenes Vordach flankieren einzelne Fenster. Das Gebäude schließt mit einem schiefergedeckten Satteldach, dessen Giebel als Stufengiebel gearbeitet sind. Der First ist mit Keramik eingedeckt.

## Lodge
Die Lodge flankiert den nördlichen Zufahrtsweg zu Cumstoun House. Sie befindet sich rund 700 m nördlich des Herrenhauses unweit einer Brücke über das Tarff Water. Die Lodge stammt aus dem frühen 19. Jahrhundert. An der ostexponierten Frontseite des einstöckigen Bruchsteinbauwerks tritt ein Vordach hervor. Toskanische Säulen tragen das abschließende Walmdach. In das Kämpferfenster oberhalb der Eingangstüre wurde Rautenglas eingesetzt. Die Sprossenfenster schließen sämtlich mit schlichten Gesimsen. An der Rückseite geht ein moderner Anbau ab. Dessen Fassaden sind mit Harl verputzt. Zwei Paare oktogonaler Torpfeiler flankieren den Zufahrtsweg. Sie schließen mit konischen Kappen.